# 안성민 (1962년)
안성민(安成民, 1962년 1월 5일 ~ , 부산광역시)은 대한민국의 제4·5·9대 부산광역시의원이다.

## 학력
- 1968.03 ~ 1974.02 영도국민학교 졸업
- 1974.03 ~ 1977.02 신선중학교 졸업
- 1977.03 ~ 1980.02 혜광고등학교 졸업
- 1980.03 ~ 1984.02 부산대학교 법학과 학사 졸업

## 경력
- 국회의원 김형오 보좌관
- 사단법인 미래사회정보생활 사무국장
- 1982 ~ 1982 부산대학교 법과대학 학생회 회장
- 2002 ~ 2003 한나라당 영도구 지구당 청년위원장
- 2003.01 ~ 2008.12 혜광고등학교 총동창회 부회장
- 2004.06 ~ 2006.06 제4대 부산광역시의회 의원
- 2005 ~ 2006 한나라당 부산시당 부대변인
- 2006.07 ~ 2008.07 제4대 부산광역시의회 운영위원회 위원장
- 2006 ~ 2007 부산경제미래포럼 회원
- 2006.07 ~ 2010.06 제5대 부산광역시의회 의원
- 2009 ~ 2009 영도초등학교 100주년기념 추진위원회 부회장
- 2010.07 ~ 2011.12 제6대 부산광역시의회 의원
- 2011 ~ 2011 한나라당 상임전국위원
- 2011 ~ 2011 부산광역시의회 한나라당 원내대표
- 2017.03 ~ 2017.12 자유한국당 부산시당 중구·영도구 당협위원회 위원장
- 2018.08 ~ 2019.12 바른미래당 당무위원 겸 행정위원
- 2022.07 ~ : 제9대 부산광역시의회 의원
  - 2022.07 ~ : 제9대 부산광역시의회 전·후반기 의장
- 2022.07 ~ 2023.09: 제18대 대한민국시도의회의장협의회 고문
- 2023.09 ~ 2024.06: 제18대 대한민국시도의회의장협의회 부회장
- 2024.08 ~ : 제19대 대한민국시도의회의장협의회 회장
- 2025. 5.~2025. 6.: 제21대 대통령 선거 국민의힘 김문수 대통령 후보 부산 선거대책위원회 총괄선대본부 수석부본부장

## 역대 선거 결과
|  | 47.46% |

|  | 58.0% |

|  | 61.21% |

|  | 55.22% |

|  | 7.99% |

|  | 61.08% |